# Moidam
Een moidam is een grafheuvel zoals gebruikt bij de koninklijke begrafenissen van de Ahomdynastie in het huidige Assam in het noordoosten van India. Vele moidams liggen in een necropolis bij Charaideo.
Het cultuurerfgoed van de moidams werden in 2024 tijdens de 46e sessie van de Commissie voor het Werelderfgoed erkend als UNESCO werelderfgoed en bijgeschreven op de werelderfgoedlijst onder de benaming "Moidams - het grafheuvelsysteem van de Ahomdynastie". De erkende site is een necropolis van koninklijke grafheuvels, opgericht door de Tai-Ahom in de uitlopers van het Patkaigebergte in het oosten van Assam. 
De necropolis bevat elementen die heilig waren voor de Tai-Ahom en demonstreert hun begrafenistradities tijdens het tijdsvak van het koninkrijk Ahom. Onder leiding van prins Siukhapha migreerden de Tai-Ahom in de 13e eeuw naar het huidige Assam en kozen Charaideo als hun eerste hoofdstad en locatie voor de koninklijke necropolis. Gedurende 600 jaar (van de 13e tot de 19e eeuw) creëerden de Tai-Ahom moidams (“huis voor de geest”) die werken met de natuurlijke kenmerken van heuvels, bossen en water, waardoor een heilige geografie ontstond door de natuurlijke topografie te accentueren. Er werden heilige bomen geplant en waterpartijen gecreëerd. 
Er zijn negentig moidams te vinden in de necropolis Charaideo, gelegen op hoger gelegen land. De moidams zijn gemaakt door een aarden heuvel (Ga-Moidam) te bouwen over een hol gewelf van baksteen, steen of aarde (Tak), met daarop een heiligdom (Chou Cha Li) in het midden van een achthoekige muur (Garh). Deze vorm symboliseert het Tai universum. Het heiligdom op de top is de Mungklang, een ruimte die wordt gesymboliseerd als een gouden ladder die een continuüm tussen hemel en aarde creëert. De gewelven bevatten de begraven of gecremeerde overblijfselen van koningen en andere koninklijke personen, samen met grafgiften zoals voedsel, paarden en olifanten, en soms koninginnen en bedienden. 
De moidams binnen de site getuigen van de veranderingen in materialen en ontwerp van de grafheuvels in de loop der tijd. Dit is een fysieke ruimte waar de koninklijke Tai-Ahom goden werden en die een continuüm tussen hemel en aarde symboliseert. De Tai-Ahom rituelen van Me-Dam-Me-Phi (voorouderverering) en Tarpan (plengoffer) werden en worden beoefend in de Charaideo necropolis.
Hoewel moidams in andere gebieden in de Brahmaputra-vallei worden gevonden, worden de moidams die op de site van Charaideo worden gevonden als uitzonderlijk beschouwd. De beschermde site heeft een oppervlakte van 95 hectare, omgeven door een bufferzone van 794 hectare.
Grotten van Ajanta · Grotten van Ellora · Fort van Agra · Taj Mahal · Zonnetempel van Konárak · Monumentengroep bij Mahabalipuram · Nationaal park Kaziranga · Wildpark Manas · Nationaal Park Keoladeo · Kerken en kloosters van Goa · Monumentengroep bij Khajuraho · Monumentengroep bij Hampi · Fatehpur Sikri · Monumentengroep bij Pattadakal · Grotten van Elephanta · Chola-tempels · Nationaal park Sundarbans · Nationale parken Nanda Devi en Bloemenvallei · Boeddhistische monumenten bij Sanchi · Humayuns tombe, Delhi · Qutb Minar en zijn monumenten, Delhi · Bergspoorwegen van India · Mahabodhitempel · Rotsschuilplaatsen van Bhimbetka · Archeologisch park Champaner-Pavagadh · Chhatrapati Shivaji Terminus (voormalig Victoria Station) · Rode Fortcomplex · Heuvelforten van Rajasthan · Rani ki vav (the Queen’s Stepwell) in Patan, Gujarat · Nationaal park Great Himalayan · Nationaal park Khangchendzonga · Architecturaal werk van Le Corbusier (Hoofdstedelijk gebouwencomplex van Chandigarh) · Archeologische site Nalanda Mahavihara (universiteit van Nalanda) in Nalanda, Bihar · Historische stad Ahmadabad · Ensembles van neogotiek en art deco in Mumbai · De stad Jaipur, Rajasthan · Kakatiya Rudreshwara (Ramappatempel) · Dholavira: een stad van de Harappabeschaving · Moidams - het grafheuvelsysteem van de Ahomdynastie